# ヤマダ (漫画家)
ヤマダは、日本の漫画家。女性。埼玉県出身、関東在住。血液型はO型。
受賞歴は特になく、WEB漫画活動中にスカウトされて商業へ進出した。個人サイトにて連載中の『鈴木さん』も、スクウェア・エニックスよりコミックス化されている。

## 人物
- 女子校出身[1]。
- 椎名軽穂の『CRAZY FOR YOU』に憧れており、こんな作品が描きたいと思っていたくらい少女漫画が好き[1]。
- 『ショートショートの花束』（阿刀田高・編）という短編小説シリーズをよく読む[1]。
- 歌詞を書くのが好き[1]。
- 軽音楽部時代はギター&ボーカルを担当していた[1]。

## 作品リスト

### 漫画
- 鈴木さん（個人サイトで発表）
- 花とハリネズミ（『ガンガンONLINE』2012年3月1日 - 2013年6月6日連載）
- ももも怪レストラン（『月刊Gファンタジー』2012年10月号 - 休載中）
- ぜんぶ女子校のせいだ！（『ComicWalker』他連載）
- ブルーハイジ（『月刊モーニングtwo』2014年3月号 - 不定期連載）
- 鯛代くん、君ってやつは。（『ビーボーイP!』（pixiv限定連載）2016年10月18日 - 連載中） - BL作品。

### イラスト
- 堀川さんはがんばらないシリーズ（著・あずまの章、角川ビーンズ文庫）

### その他
- 妖狐×僕SS公式アンソロジー漫画（2012年6月）
- FINAL FANTASY展 記念イラスト[2]（2012年9月）

## 書誌情報
リンクのあるものは、その項目を参照。

### 漫画
- 鈴木さん（2012年 - 刊、スクウェア・エニックス、ガンガンコミックスONLINE、既刊4巻）

1. 2012年11月22日発売、ISBN 978-4-7575-3789-7
2. 2013年9月27日発売、ISBN 978-4-7575-4079-8
3. 2015年11月27日発売、ISBN 978-4-7575-4820-6
4. 2017年3月27日発売、ISBN 978-4-7575-5305-7

- 花とハリネズミ（2012年 - 2013年刊、スクウェア・エニックス、ガンガンコミックスONLINE、全2巻[注釈 1]）
- ももも怪レストラン（2013年 - 刊、スクウェア・エニックス、Gファンタジーコミックス、既刊4巻）
- ぜんぶ女子校のせいだ!（2014年5月15日発売、KADOKAWA中経出版、ISBN 978-4046002730、全1巻）
- ブルーハイジ（2014年 - 刊、講談社、モーニングKC、既刊1巻）

1. 2014年10月23日発売[3]、ISBN 978-4-06-388386-2

- 鯛代くん、君ってやつは。（2018年 - 刊、リブレ、ビボピーコミックス、既刊2巻）

### アンソロジー
- 妖狐×僕SS オフィシャルアンソロジー（2012年刊、スクウェア・エニックス）
- Webマンガの技術 ゼロから学ぶプロの技 神技作画シリーズ（2017年12月21日発売、KADOKAWA中経出版、ISBN 978-4046021847）

### イラスト
- 堀川さんはがんばらない（著・あずまの章、2016年 - 2017年刊、角川ビーンズ文庫、全2巻）

1. 2016年10月1日発売、ISBN 978-4041047217
2. 恋は矢のごとし 2017年6月1日発売、ISBN 978-4041047224